# Апелациони суд Енглеске и Велса
Апелациони суд Енглеске и Велса (енгл. Court of Appeal of England and Wales) другостепени је грађански и кривични суд. Стоји непосредно испод Врховног суда Уједињеног Краљевства.
Састоји се из два одјељења: Грађанског и Кривичног. Судије се називају лордови апелационе судије (енгл. Lords Justices of Appeal). Предсједник Апелационог суда је лорд главни судија Енглеске и Велса.

## Грађанско одјељење
Апелациони суд Енглеске и Велса је формално основан 1875. године и изворно је имао само надлежност за грађанске жалбе. Кривичну надлежност је добио тек 1966. доношењем Акта о кривичној жалби 1966. (енгл. Criminal Appeal Act 1966).
Грађанско одјељење одлучује о жалбама на пресуде Високог суда и Окружног суда, као и трибунала. Предсједник Грађанског одјељења је Master of the Rolls, а помаже му потпредсједник.

## Кривично одјељење
Кривично одјељење одлучује о жалбама на пресуде Краљевског суда. Суди у вијећу од троје судија, а судија појединац одлучује о прихватљивости жалбе. Предсједник Кривичног одјељења је лорд главни судија Енглеске и Велса, а помаже му потпредсједник.
Судије Апелационог суда су и предсједник Одјељења краљевског стола, предсједник Породичног одјељења и канцелар при Високом суду.